# Couepia
Couepia é um género botânico pertencente à família Chrysobalanaceae.